# 瓦萊里奥·阿莫羅索
瓦萊里奥·阿莫羅索（義大利語：Valerio Amoroso，1980年9月26日—），意大利籃球運動員，在場上的位置是大前鋒。他現在效力於意大利籃球聯賽球隊皮斯托利亞籃球俱樂部。